# Wybory prezydenckie w Stanach Zjednoczonych w 1964 roku

Mapa wyborcza Stanów Zjednoczonych w 1964 roku. Liczba na mapie określa liczbę przedstawicieli stanu w Kolegium Elektorów

Wybory prezydenckie w Stanach Zjednoczonych w 1964 roku – czterdzieste piąte wybory prezydenckie w historii Stanów Zjednoczonych. Na urząd prezydenta wybrano Lyndona Johnsona, a wiceprezydentem został Hubert Humphrey.

## Kampania wyborcza
Ofensywa legislacyjna urzędującego prezydenta w 1964 przysporzyła mu popularności. Johnson przeforsował ustawy o obniżeniu podatków, walce z ubóstwem i przede wszystkim o prawach obywatelskich (znoszącą segregację rasową w miejscach publicznych). Były to podstawy jego polityki nazwanej potem programem „Wielkiego Społeczeństwa”. Te działania zapewniły mu poparcie Partii Demokratycznej, która na swojej konwencji, odbywającej się w dniach 24-27 sierpnia 1964 w Atlantic City, udzieliła mu jednomyślnego poparcia w pierwszym głosowaniu. Kandydatem na wiceprezydenta został Hubert Humphrey. W Partii Republikańskiej o nominację prezydencką starali się konserwatywny Barry Goldwater oraz liberalny Nelson Rockefeller. Silne koła konserwatywne przeforsowały kandydaturę tego pierwszego i uzyskał on nominację partii na konwencji w San Francisco. W zakresie polityki wewnętrznej Goldwater atakował system socjalny i postulował zmniejszenie wpływów rządu federalnego. W dziedzinie polityki zagranicznej wyznawał zasadę totalnego zwycięstwa nad komunizmem, sugerując nawet użycie broni jądrowej w wojnie wietnamskiej. Johnson obiecał kontynuować założenia polityki Nowego Ładu, obiecując wysoką koniunkturę, a zakresie polityki zagranicznej deklarował spokój i powściągliwość. Te obietnice sprawiły, że odniósł najwyższe zwycięstwo w historii wyborów powszechnych w Stanach Zjednoczonych.

## Kandydaci

### Partia Demokratyczna

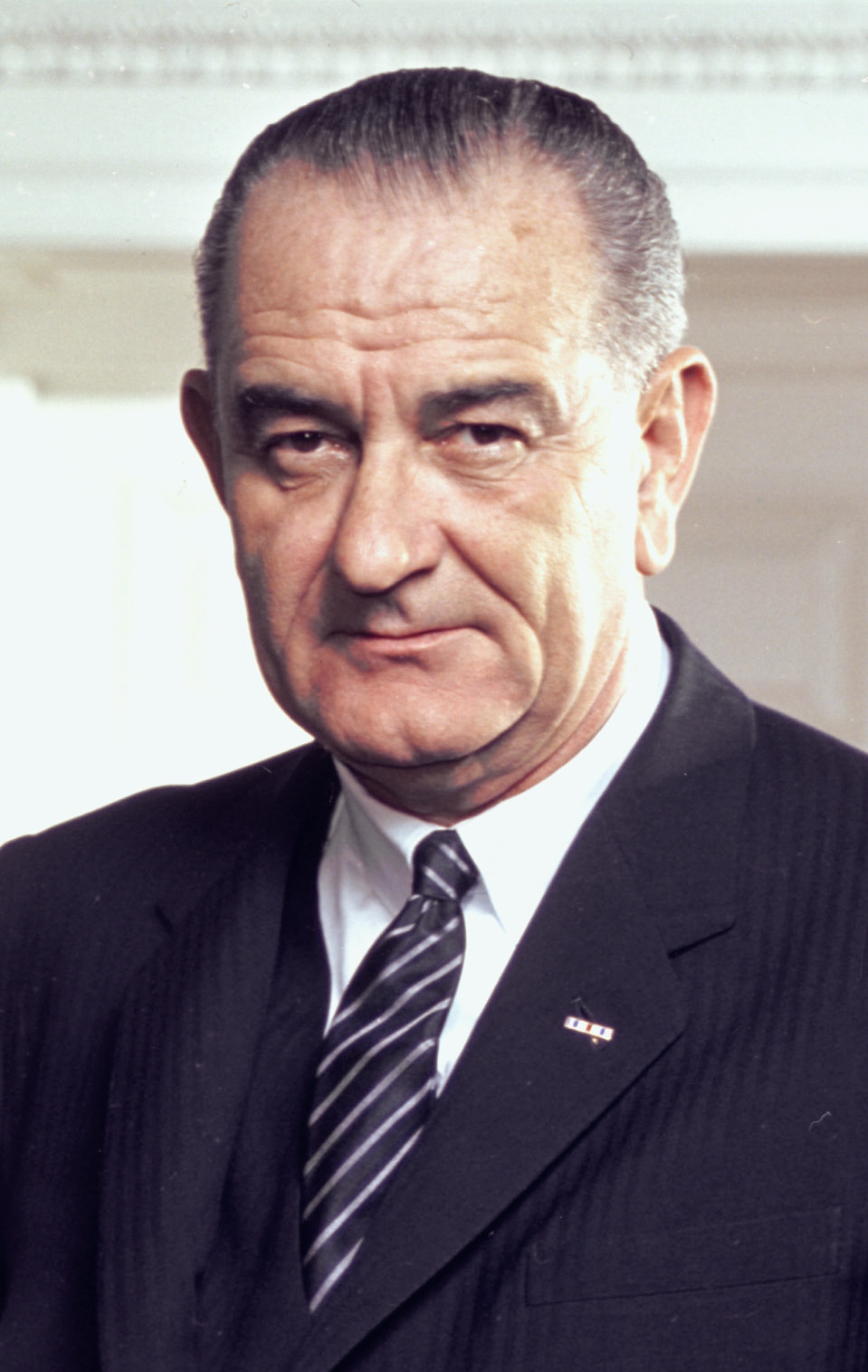
Lyndon Johnson
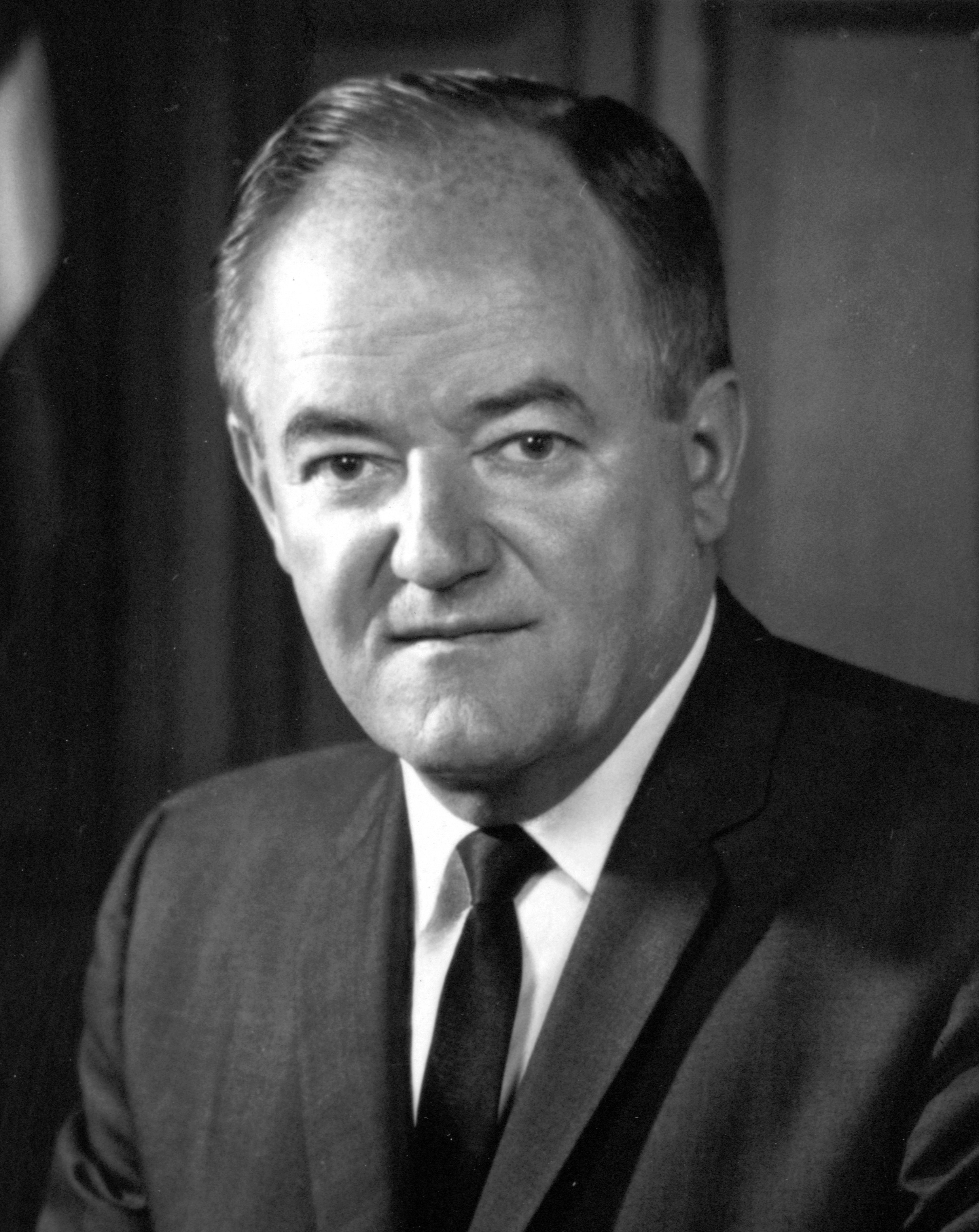
Hubert Humphrey

### Partia Republikańska

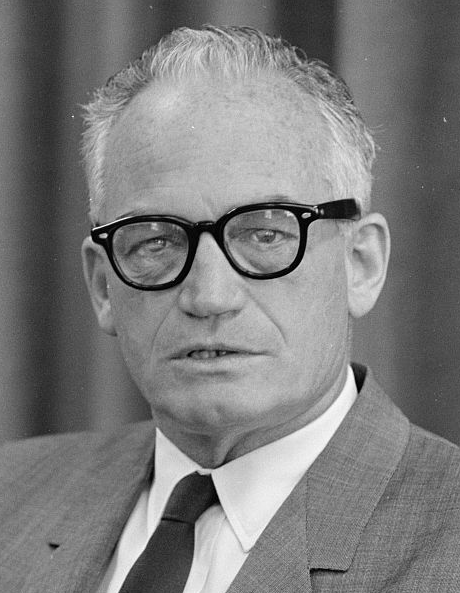
Barry Goldwater
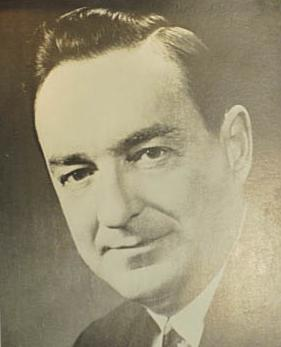
William Miller

## Wyniki głosowania
Głosowanie powszechne odbyło się 3 listopada 1964. Johnson uzyskał 61% poparcia, wobec 38,5% dla Goldwatera. Ponadto, niecałe 340 000 głosów oddano na niezależnych elektorów, głosujących na innych kandydatów. Frekwencja wyniosła 61,4%. W głosowaniu Kolegium Elektorów Johnson uzyskał 486 głosów, przy wymaganej większości 270 głosów. Na Goldwatera zagłosowało 52 elektorów. W głosowaniu wiceprezydenckim zwyciężył Humphrey, uzyskując 486 głosów, wobec 52 dla Williama Millera.
Lyndon Johnson został zaprzysiężony 20 stycznia 1965 roku.
| Kandydat na prezydenta | Partia               | Głosowanie powszechne | Głosowanie powszechne | Kolegium Elektorów |
| Kandydat na prezydenta | Partia               | Głosy                 | Procent               | Kolegium Elektorów |
| ---------------------- | -------------------- | --------------------- | --------------------- | ------------------ |
| Lyndon Johnson         | Partia Demokratyczna | 43 129 566            | 61%                   | 486                |
| Barry Goldwater        | Partia Republikańska | 27 178 188            | 38,5%                 | 52                 |
| Łącznie                | Łącznie              | Łącznie               | Łącznie               | 538                |

| Kandydat na wiceprezydenta | Partia               | Kolegium Elektorów |
| -------------------------- | -------------------- | ------------------ |
| Hubert Humphrey            | Partia Demokratyczna | 486                |
| William Miller             | Partia Republikańska | 52                 |
| Łącznie                    | Łącznie              | 538                |